# Ukraina-Klasse (1979)
Die Flusskreuzfahrtschiffe der Ukraina-Klasse (russisch Украина, dt. Transkription: Ukraina), welche auch als Projekt Q-053 bekannt war, sind fluss- und kanalgängige Binnenpassagiermotorschiffe großer Bauart. Die Klasse ist benannt nach dem ersten Schiff der Klasse, das den Namen der Sowjetrepublik Ukraina trug.

## Geschichte
Die  Flusskreuzfahrtschiffsserie wurde 1979 hergestellt. Österreichische Schiffswerften AG in Korneuburg (Österreich) baute Schiffe des eigenen Entwurfs. Die Namensgebung war auf zwei Republiken der UdSSR, die einen Ausgang zu der Donau hatten, begrenzt. Die Schiffe sind unter ukrainischer Flagge auf der Donau auf verschiedenen Kreuzfahrtstrecken zwischen Ismajil und Passau eingesetzt. Heimathafen ist Ismajil. 

## Technik
In den 2000er Jahren wurden die Schiffe modernisiert und für neue Verhältnisse umgebaut. Die Schiffe verfügen über einen Dieselantrieb mit zwei reversierbaren Viertakt-Hauptmotoren MWM TbD 440-8K mit Turbolader.

## Ausstattung
Alle komfortablen Zwei- und Dreibett-Kabinen sind mit Klimaanlage ausgestattet.
An Bord befinden sich laut Projekt u. a. ein Restaurant, eine Bar und Musiksalon.

## Liste der Schiffe Projekt Q-053 in der Ursprungs- und englischen Sprache
In der Liste ist der Ursprungsname des Flusskreuzfahrtschiffes angegeben, die anderen Namen stehen in Klammern in chronologischer Reihenfolge:
Flusskreuzfahrtschiffe des Projekts Q-053:
| Schiffe der Ukraina-Klasse | Schiffe der Ukraina-Klasse | Schiffe der Ukraina-Klasse |
| lfd. Nr.                   | Originaler Ursprungsname   | Seine englische Version    |
| -------------------------- | -------------------------- | -------------------------- |
| 1                          | Украина (Україна)          | Ukraina (Ukraina)          |
| 2                          | Молдавия (Молдавiя)        | Moldavia (Moldavia)        |

## Übersicht
| Schiffe der Ukraina-Klasse | Schiffe der Ukraina-Klasse | Schiffe der Ukraina-Klasse | Schiffe der Ukraina-Klasse | Schiffe der Ukraina-Klasse | Schiffe der Ukraina-Klasse | Schiffe der Ukraina-Klasse | Schiffe der Ukraina-Klasse |
| Baumonat und -jahr         | Baunummer                  | Bild                       | Name                       | erste Reederei             | Heimathafen                | Flagge                     | Umbenennungen und Verbleib |
| -------------------------- | -------------------------- | -------------------------- | -------------------------- | -------------------------- | -------------------------- | -------------------------- | -------------------------- |
| 1979                       | K715                       |                            | Ukraina                    | Sowjet-Donau-Flussreederei | Ismajil                    | →                          | RSU 2-600766, ENI 42000001 |
| 1979                       | K716                       |                            | Moldavia                   | Sowjet-Donau-Flussreederei | Ismajil                    | →                          | RSU 2-601782, ENI 42000002 |

### (A)
- Amur-Klasse, Projekt Q-003 (386)
- Volga-Klasse, Projekt Q-031
- Maksim-Gorkiy-Klasse, Projekt Q-040
- Vasiliy-Surikov-Klasse, Projekt Q-040A
- Anton-Chekhov-Klasse, Projekt Q-056
- Sergey-Yesenin-Klasse, Projekt Q-065

### (CZ)
- Rossiya-Klasse, Projekt 785
- Oktyabrskaya-Revolyutsiya-Klasse, Projekt 26-37
- Valerian-Kuybyshev-Klasse, Projekt 92-016

### (D)
- Rodina-Klasse, Projekt 588
- Baykal-Klasse, Projekt 646
- Vladimir-Ilyich-Klasse, Projekt 301
- Dmitriy-Furmanov-Klasse, Projekt 302

### (H)
- Dunay-Klasse, Projekt 305